# Isidra Maranges i Prat
Isidra Maranges i Prat (Barcelona, 29 d'abril de 1919 - Barcelona, 27 de juliol de 2012) fou una traductora, documentalista i medievalista catalana, especialista en terminologia medieval.
Cursà estudis primaris a l'Escola del Bosc, a Montjuïc, dirigida per Rosa Sensat, que havia implementat nous mètodes pedagògics, i posteriorment, cursà el batxillerat a l'Institut Escola del Parc de la Ciutadella, creat l'any 1932 per la Generalitat de Catalunya i dirigit per Josep Estadella. L'octubre de 1937, ingressà a la Facultat de Filosofia i Lletres de la Universitat Autònoma de Barcelona, on tingué destacats professors com ara Jaume Serra i Húnter, Carles Riba i Bracons, Jaume Vicens i Vives, Pere Bosch i Gimpera, Joaquim Xirau i Palau o Pere Grases i Gonzàlez.
Passats uns mesos des del final de la Guerra Civil espanyola, s'exilià a França, on visqué durant un breu temps a Perpinyà, i després a Montpeller, on va estudiar a la universitat. Tornà a Catalunya a finals de 1940, i el 1941 fou empresonada, per haver estat destinatària d'una carta que mai no va rebre, a la Presó de Dones de Barcelona, situada llavors al barri de les Corts, on romangué gairebé dos anys i mig sense que mai fos jutjada.
En sortir de presó, començà a treballar a l'empresa Hispano-Suiza, com a traductora de textos tècnics en francès i anglès. Posteriorment, pocs anys després d'acabada la Segona Guerra Mundial, aquesta empresa es convertí en ENASA, i fabricava els camions Pegaso. Allà conegué el seu futur marit, Salvador Bàguena, amb qui es casà l'any 1950 i tingué tres fills. Dedicada especialment a la família, seguí treballant a temps parcial, com a traductora i documentalista.
Després del franquisme, iniciades les classes de català a les escoles públiques i, davant la falta de professorat preparat, durant uns anys feu de mestra de català a l'escola pública de les cases barates de la Zona Franca. Mai deixà d'estudiar, i ja casada, perfeccionà l'anglès a l'Institut Britànic, va aprendre rus i, quan al final del franquisme, li foren reconeguts el batxillerat i els estudis universitaris cursats durant la guerra, es matriculà a la Universitat Autònoma de Barcelona, on va obtenir la diplomatura de Traducció i Interpretació en anglès i italià. La llengua catalana era, però, el seu centre d'interès, i per aquesta raó durant la dècada de 1960 començà a assistir a les classes de lingüística de Ramon Aramon i Serra impartides als Estudis Universitaris Catalans, de l'Institut d'Estudis Catalans (IEC) al Palau Dalmases de Barcelona. En aquesta època inicià l'estudi de la terminologia de la literatura catalana medieval, particularment la relacionada amb la indumentària i l'alimentació. La seva recerca en aquest àmbit continuà durant tota la seva vida, exposada en publicacions de referència.
Isidra Maranges i Prat va morir el 27 de juliol de 2012, amb noranta-tres anys.

## Reconeixements
- Premi Antoni Rubió i Lluch, atorgat per la Societat Catalana d'Estudis Històrics de l'IEC, pel seu treball «Indumentària civil catalana, segles XIII-XV» (1981).[2]
- Premi Pròsper de Bofarull, atorgat per la Secció Històrico-Arqueològica de l'IEC, pel seu treball «Els menjars medievals a les terres catalanes» (1992).[2]
- Premi Josep Mercader de divulgació de la cuina catalana, atorgat pel Fòrum Gastronòmic de Girona (2011).[1][2]

## Publicacions[2]
- La indumentària civil catalana, segles XIII-XV (1991)
- Dolços medievals per avui (1998)
- La cuina catalana medieval, un festí per als sentits (2006)
- La mel, com preparar-la 10 vegades (2007)